# Topoľnica
Topoľnica és un poble i municipi d'Eslovàquia que es troba a la regió de Trnava, a l'oest del país.

## Història
La primera menció escrita de la vila es remunta al 1307.

## Demografia
| Godina             | 1994 | 2004   | 2014   | 2024    |
| ------------------ | ---- | ------ | ------ | ------- |
| Nombre de persones | 792  | 832    | 816    | 992     |
| Diferència         |      | +5,05% | −1,92% | +21,56% |

| Godina             | 2023 | 2024   |
| ------------------ | ---- | ------ |
| Nombre de persones | 915  | 992    |
| Diferència         |      | +8,41% |